# Rune Gardell
Rune Gardell, född 1963, är en gotländsk musiker som skrivit låten Kom ner på jorden som Teresia Bjarneby framförde i Melodifestivalen 2001. Den kom på åttonde plats.
Han medverkade även i Melodifestivalen 1998, när han spelade bas bakom Annika Fehling som framförde låten När en stjärna faller .[källa behövs]
Rune Gardell började spela i bandet Hinkens, och var medlem i popbandet Gaston Bros 1982-86. Han har spelat som musiker bakom  :Lars Berghagen, Mikael Rickfors, Pugh Rogefeldt, Niklas Strömstedt, Lill Babs, Mats Ronander, Roger Pontare, Jan Johansen, Bröderna Herreys, Nanne Grönvall, Pernilla Wahlgren, Chattanooga, Blossom Tainton, Bill Öhrström, Adolphson & Falk, Shirley Clamp, Peter Lundblad, Fanny May, Lasse Åberg, Georgie Fame.

### Fotnoter
1. ↑  ”Meodifestivalen 2001”. Sveriges Radio. 25 februari 2001. https://sverigesradio.se/sida/artikel.aspx?programid=2521&artikel=778733. Läst 13 februari 2020.